# Échiquier de Beaumont-le-Roger
Pour les articles homonymes, voir Échiquier (homonymie).
L’Échiquier de Beaumont-le-Roger était un échiquier particulier qui avait été accordé au prince du sang Robert III d'Artois, seigneur de Domfront, pour les terres de Beaumont-le-Roger autres situées en Normandie probablement en 1328, lorsqu’il les reçut à titre d’apanage.
Cet échiquier fut supprimé lorsque les biens de Robert III d'Artois furent confisqués en 1331.

## Source
- Denis Diderot, Jean le Rond D'Alembert et al., Encyclopédie ou Dictionnaire raisonné des sciences, des arts et des métiers, vol. 5, p. 260